# 바바라 시나트라
바버라 마크스 시나트라(Barbara Marx Sinatra, 1927년 3월 10일 ~ 2017년 7월 25일)는 미국의 모델, 쇼걸, 자선가이자 프랭크 시나트라의 네 번째 부인이다.